# Ambroise Vollard

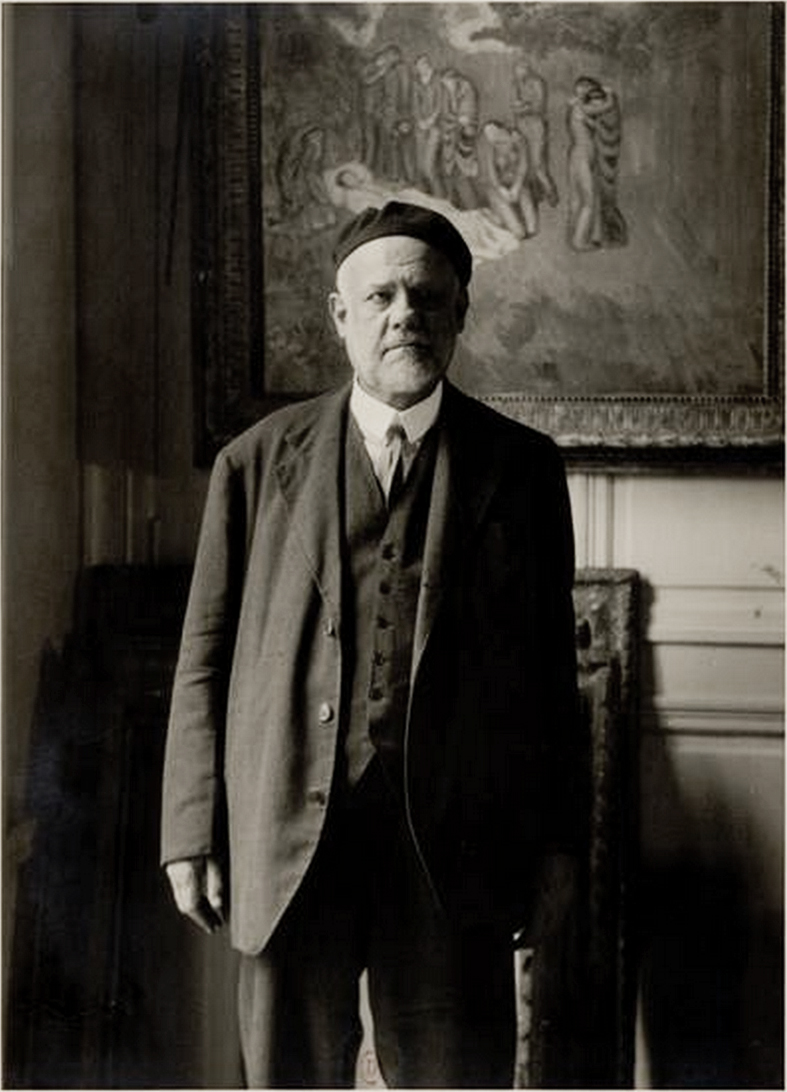
Ambroise Vollard, framför PicassosEvocación. El Entierro de Casagemas

Ambroise Vollard, född 3 juli 1866 i Saint-Denis, Réunion, död 21 juli 1939 i Versailles, Frankrike, var en fransk konsthandlare, förläggare och skriftställare.

## Biografi
Vollard växte upp i den franska kolonin Réunion. Efter att ha tagit studentexamen i La Réunion flyttade han 1885 för att studera juridik i Frankrike, först i Montpellier och därefter vid École de droit i Paris, där han tog sin examen 1888.
Under sina studier utvecklade Vollard sig själv till "amatörhandlare" genom att bli kontorist hos en konsthandlare och 1893 etablera sin egen konsthall vid Rue Laffitte, senare centrum av den parisiska marknaden för samtida konst. Där gjorde han sin första stora utställning och köpte 1895 nästan hela produktionen av Cézanne, cirka 150 dukar. Denna följdes av utställningar av Manet, Gauguin och Van Gogh (04-30 juni 1895). Dessa följdes sedan av en andra Cézanneutställning (1898), den första Picassoutställning (1901) och Matisse (1904).
Efter att ha haft den första Picassoutställningen gav Vollard 1930 i uppdrag åt Picasso att producera en svit av 100 etsningar som blev känd som Vollardsviten. 
Vollard skulle senare skriva biografier om Cézanne (1914), Degas och Renoir. År 1937 publicerade han sin självbiografi, En konsthandlares minnen.
När andra världskriget närmade sig, skulle Vollard i juli 1939 resa från sin stuga i Le Tremblay-sur-Mauldre till sin herrgård på Rue Martignac, där han hade lagrat cirka 10 000 konstverk. Vid en korsningen till Pontchartrain, på en mycket våt väg, fick hans chaufför sladd på bilen som då voltade två gånger. Vollard fick frakturer på halskotorna och hittades död tillsammans med sin chaufför följande morgon.